# (299) Thora
Thora és l'asteroide número 299. Forma part del cinturó d'asteroides. Va ser descobert per l'astrònom Johann Palisa des de l'observatori de Viena (Àustria), el 6 d'octubre de 1890. Gira sobre el seu eix molt a poc a poc.